# (9392) Cavaillon
(9392) Cavaillon est un astéroïde de la ceinture principale.

## Description
(9392) Cavaillon est un astéroïde de la ceinture principale. Il fut découvert par Eric Walter Elst le 10 août 1994 à l'observatoire de La Silla. Il présente une orbite caractérisée par un demi-grand axe de 2,444 UA, une excentricité de 0,125 et une inclinaison de 6,474° par rapport à l'écliptique.
Il fut nommé en hommage à la ville de Cavaillon.

## Compléments